# Calea ferată forestieră Onești–Scutaru
Calea ferată forestieră Onești–Scutaru a fost o cale ferată forestieră cu ecartament îngust (CFF) ce lega comuna (ulterior orașul) Onești de satul Scutaru. Lungimea totală a liniei (inclusiv funiculare) era de 122 km. Cea spre Scutaru a fost desființată în anii 1970 din cauza inundațiilor care au rupt podul peste râul Cașin la intrare în Onești, iar cea de la Scutaru spre pădure în anul 1994.

## Istoric

### Societatea forestieră „Union”
În Monitorul Oficial nr. 120 din 12 august 1903 a fost publicat un act de vânzare-cumpărare între Statul Român ca vânzător și „Union” – Societate Forestieră, cumpărător, cu sediul central la Milano, pentru expolatarea suprafeței de 3447 ha pădure în Masivul Cașin, Județul Bacău.
Jidaniĭ ungurești, cari vor să facă o cale ferată pe Cașin, pănă dincolo de Mănăstire, în munțĭ, neputîndu-se învoi cu proprietarul, pentru că se zice că li-a cerut peste un milion, umblă acum să se învoiască cu țeraniĭ, spre a lăsa să treacă drumul cel noŭ. În acest cas se crede că nu vor plăti mai mult de 50.000 de leĭ.
Între 1906-1907 societatea Foresta S.A., finanțată de bănci române și străine a construit centrul de prelucrare al lemnului „Union” cu 24 de gatere la Scutaru și un depozit de cherestea pe 7,8 ha lângă stația CFR Onești. Colonia Scutaru s-a dezvoltat rapid, pe lângă fabrica de cherestea construindu-se un atelier mecanic, o moară, o brutărie, un magazin alimentar, un dispensar, o școală, un cămin cultural, un cinematograf și o stație de radioficare.
Pentru transportul buștenilor și al cherestelei, societatea a dat o comandă de construcție a unei rețele de cale ferată îngustă cu ecartamentul de 760 mm cu specificațiile:
- CFF Onești (km 0)–Scutaru (km 24/0)–Înțărcătoare (km 32,2/0);[3]
- CFF Scutaru (km 0)–Piua (km 2,6)–Dragomira (km 22,5);[3]
- CFF Înțărcătoare (km 32,2/0)–Zboina Neagră (km 3,5);[3]
- CFF Înțărcătoare (km 32,2/0)–Zboina Verde, ca derivație din linia Înțărcătoare–Zboina Neagră;[3]
- CFF Scutaru (km 24/0)–Tălâmba (km 2,6).[3]

în anul 1910 la București s-a înființat societatea anonimă pe acțiuni „Arthur Koppel S.A.” subsidiară a Orenstein&Koppel, ca secție de construcții. Biroul de construcții a preluat, în același an, pe lângă alte lucrări, comanda firme austriece de valorificare a lemnului de construire a unei linii forestiere de aproximativ 38 km lungime în partea de est a Carpaților Orientali.
În perioada interbelică a avut loc naționalizarea liniei de cale ferată îngustă, ce aparținuse în trecut societății „Union”.
În timpul marii crize economice din perioada 1929–1930 au fost concediați aproape toți muncitorii din sectorul forestier de pe valea Trotușului, inclusiv la Onești, închizându-se fabricile și oprindu-se lucrul în pădure. O vreme a încetat lucrul și la fabrica din Scutaru, ceea ce a înrăutățit situația muncitorilor din Onești, care lucrau acolo, sau munceau în pădure, la tăiatul, fasonarea, încărcarea, descărcarea și depozitarea lemnelor. Oneștiul, deși centru rural, a servit ca loc de desfacere a produselor lemnoase, loc unde existau și depozitele întreprinderii forestiere și diferiților proprietari particulari.

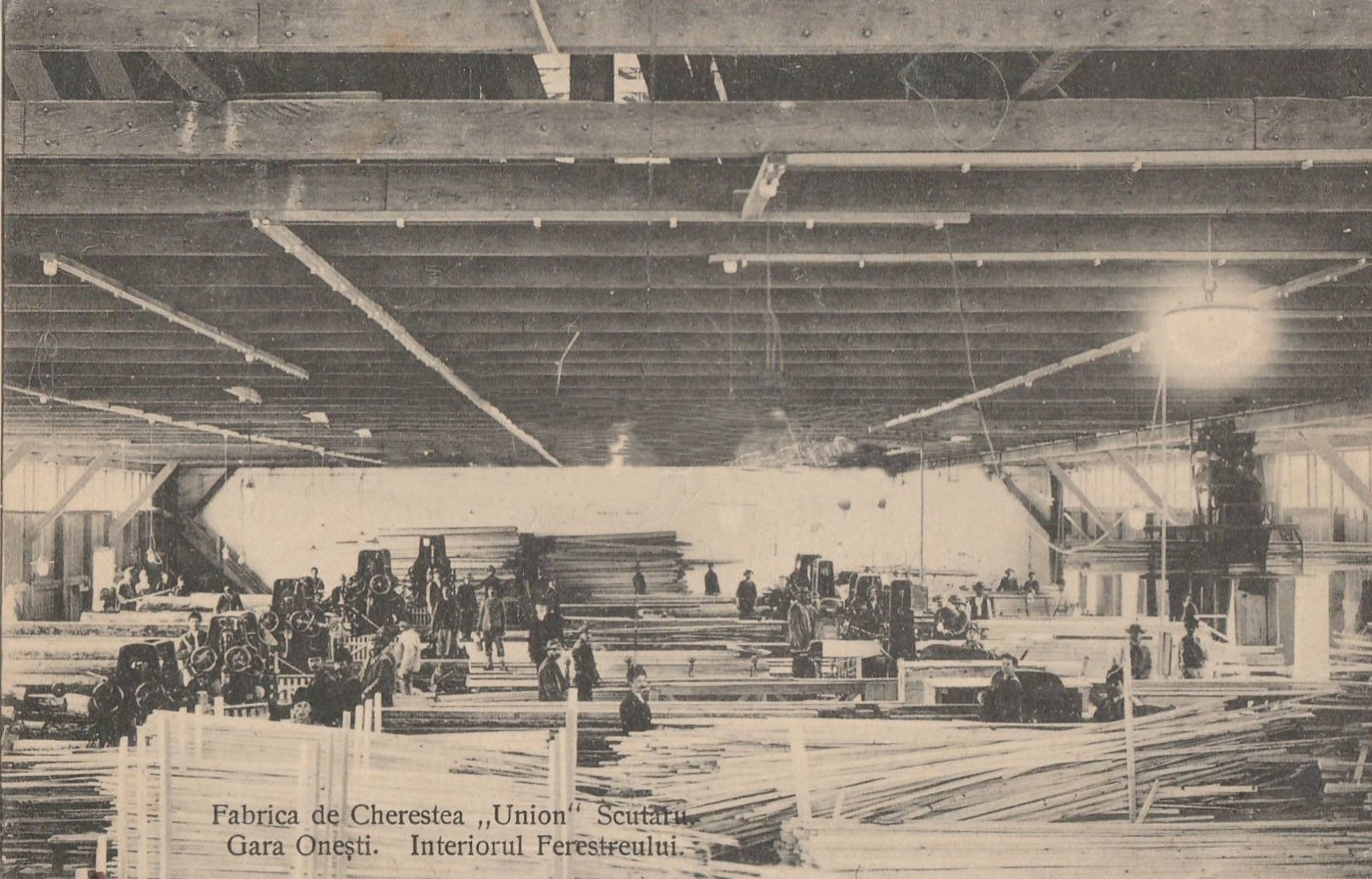
Secție a Fabricii de Cherestea „Union” Scutaru, din gara Onești (circa 1925)

În anul 1948 s-a început demontarea și transportarea utilajelor fabricii de cherestea de la Scutaru la Onești, iar la data de 1 septembrie a aceluiași an a intrat în funcțiune fabrica de cherestea de la Onești, în același timp s-a început electrifcarea comunei. Întreprinderea Forestieră a început să prelucreze materialul lemnos din bazinele forestiere de la Scutaru, Înțărcătoarea, Oituz, Slănic, pentru a-l transforma în cherestea, parchet, doage, traverse etc. Produsele finite serveau drept materie primă pentru combinatele de industrializare a lemnului de la Bacău și Comănești, precum și altor unități din țară.
Fabrica devenise cea mai mare unitate industrială a Oneștiului la acea dată, având o forță motrică de 520 CP, o capacitate de 6000 mc/an și 319 angajați. Oneștiul, stație feroviară, devenise un centru de polarizare a lemnului exploatat în bazinele râurilor Cașin și Oituz. În anul 1977 Centrul de Preindustrializare a Lemnului a fost modernizat, colaborând cu combinatul C.P.L. Comănești.

### Construcția liniei
Linia a fost executată cu ecartamentul de 760 mm și a folosit la expedierea trunchiurilor de copac din pădure la gater și de acolo la linia ferată de stat, având ramificații pe pârâurile Calasău, Bucieș, Zboina și un funicular între valea Lepșei și valea Cașinului, ce trecea peste culmea Zboina.
Prima bucată a sectorului de linie era așezată pe o stradă deschisă, dar care era imediat părăsită. După traversarea unui curs de apă, linia urca un platou înalt și mergea apoi peste un teren prăpăstios de-a lungul întinderii muntelui, peste cascade, stânci și văi adânc tăiate. Traversarea cursurilor de apă și a văilor a fost realizată cu lucrări de pământ și lemn, deși prima variantă era mai costisitoare față de cea a construcțiilor din lemn procurat la fața locului. Construcția unui număr mare de poduri de lemn a necesitat piloni pilotați[A] de 35-40 cm grosime fiecare, în ale căror capete au fost fixați papuci de metal cu scopul de a-i întări în procesul baterii lor prin intermediul sonetei manuale, la o adâncime variabilă de 3-6 m.

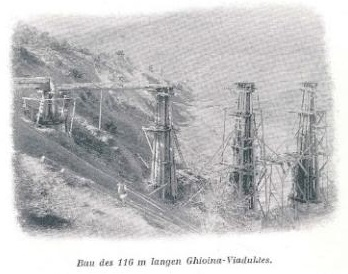
Podul Ghioina, anul 1910
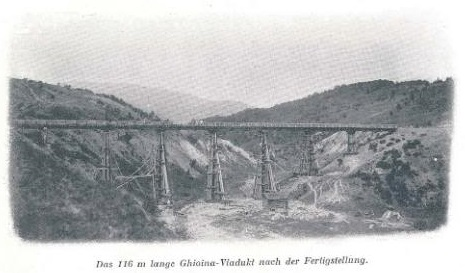
Podul Ghioina de la depărtare
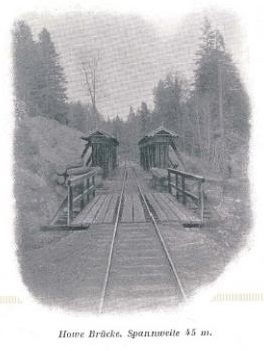
Pod de 45 m pe valea Cașinului

Pilonii de lemn au fost folosiți la toate podurile cu o înălțime mai mare de 5 m deasupra nivelului văii. Fundarea de multe ori se făcea utilizând mai multe stații de pompare. Cel mai lung pod din linia de cale ferată era Ghioina care avea o lungime de 116 m. Alte poduri aveau lungimea de 102 m, 90 m etc. Înclinarea căii ferate era de la maxim 25‰ în porțiunea din partea finală a văii la maxim 45‰ în porțiunea din partea superioară a văii, iar raza minimă a curbelor de 50 m. Aproximativ 400 de oameni au fost angajați la construcția obiectivului. Livrarea materialul rulant și anexelor a fost făcută de Orenstein & Arthur Koppel A.G., ce includea 150 vagoane pentru lemne lungi și scurte, precum și 4 locomotive 4/4 cu axe mobile pe curbe.

## Exploatare

### Dimensionare rețea
- Pe Planurile Directoare de Tragere la scara 1:20.000 ale României (Proiecția Lambert-Cholesky): în perioada 1917-1951 traseul căii ferate pornea de lângă gara Onești[15] (cota 213)[16] trecând pe lângă fabrica de gaz Frischoff,[15] ajungea la Malu (cota 248), după care traversa râul Cașin[16] pentru a se îndrepta pe stânga acestuia spre localitatea Cașin (cota 273) și apoi spre Lupeștii Cârjei (cota 314). De aici mergea spre Mănăstirea Cașin trecând prin Desrobiți (cota 346)[17] și se îndrepta spre Scutaru (cota 460), de unde avansa pe vale[18] spre Poiana Înțărcătoarea (cota 605). De aici continua în amonte și se oprea între confluența pârâului Clăbucu și cea a Clăbucelului (aflată la cota 735), cu Cașinul.[19]

Porțiunea inițială de la Onești (1943)
Porțiunea Cașin-Lupeștii Cârjei-Desrobiți (1944)
Porțiunea de la Scutaru (1917)
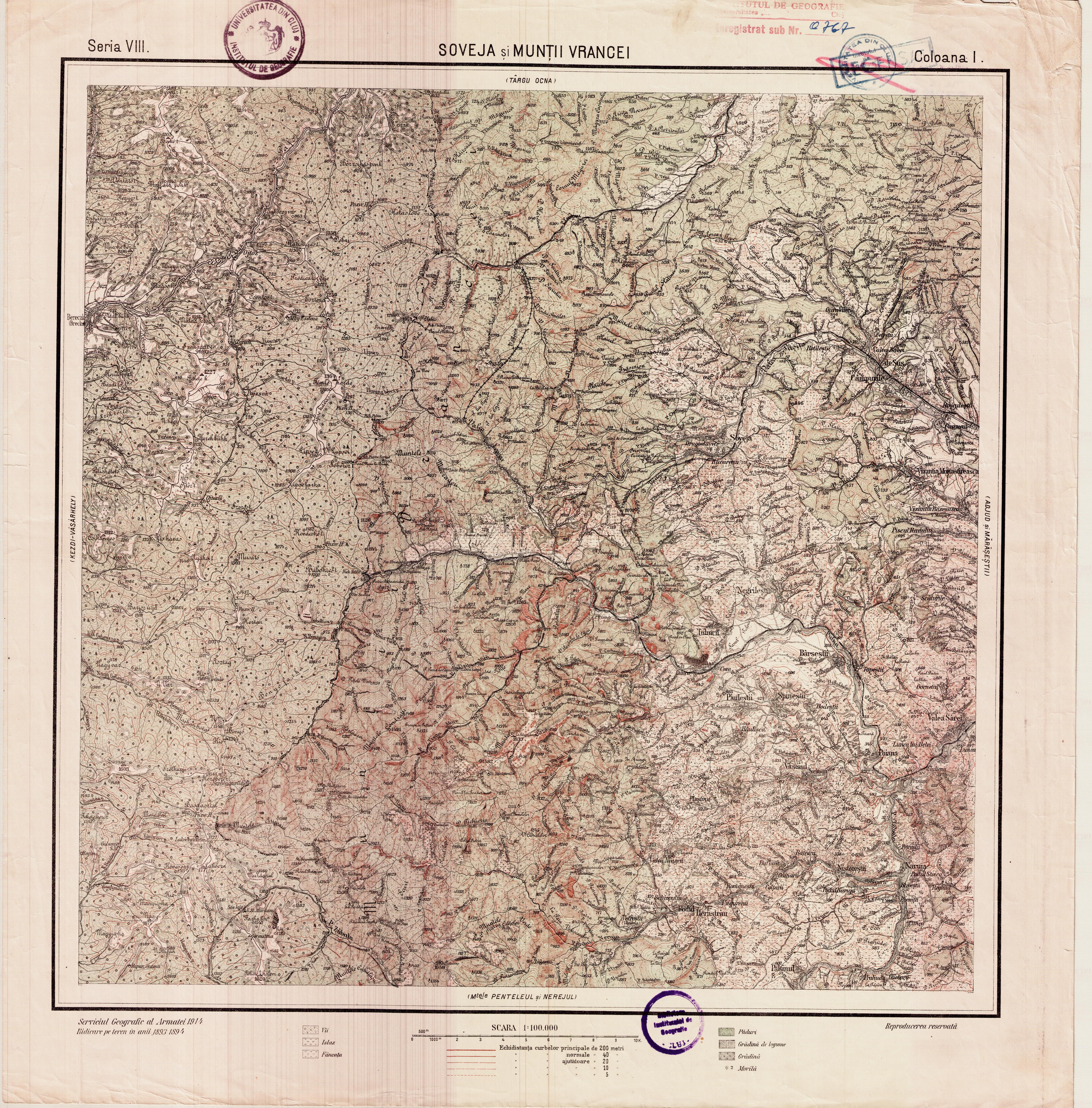
Porțiunea de la Înțărcătoarea (1914)

- Pe Harta Topografică Militară a României la scara 1:25.000 (Proiecția Gauss-Kruger) Ed. a II-a: după 1974 traseul căi ferate începea de la Scutaru în dreptul vâii pârâului Teiul, urcând pe valea Cașinului în amonte până la confluența cu Pârâul Scurt (situată între cotele 980-990). Porțiunea Scutaru Onești era desființată. Din această linie se desprindeau câteva derivații:[20]

- Pe valea Bucieșului, de la confluența situată la cota 510 avansa o derivație până la un punct situat între cotele 620-630

- Din această derivație se desprindea pe valea pârâului Rădăcina o linie secundară, pornind de la confluența cu Bucieșul situată între cotele 610-620. Aceasta avansa până la cota 748.3. Din această derivație secundară se desprindeau alte două derivații terțiare:

- pe valea pârâului Fata Moartă (de la confluența cu Rădăcina situată între cotele 700-710 la cota 830) Din aceasta, se mai desprindea o derivație cuaternară.

- pe valea pârâului Valerița (de la confluența cu Fata Moartă situată între cotele 780-790, până la cota 810)

- pe valea pârâului Ghiu (de la confluența cu Rădăcina situată la cota 720, la cota 790)

- O scurtă derivație de aproximativ 300 m avansa în amonte pe vale pârâului Clăbucu, între cota 750 situată la confluența cu Cașinul și cota 790.

În 1958, în contextul măsurilor de reducere a costurilor de construcție a blocurilor de locuințe din Onești, printre altele, s-a introdus un racord de linie de cale ferată la cea a Întreprinderii Forestiere de Exploatare și Transport (IFET) pentru transportul materialelor de construcție de la gara Onești până pe șantierele blocurilor, transport care până atunci se realiza cu autocamioanele.

### Locomotive utilizate de-a lungul timpului
| Număr de înmatriculare | Producător         | Cazan | Anul construcției | Mențiuni                                                                  | În funcțiune pe linie            |
| ---------------------- | ------------------ | ----- | ----------------- | ------------------------------------------------------------------------- | -------------------------------- |
| 763 101                | Budapest           | 2168  | 1909              | Utilizată inițial de apicultorii de pe valea Barcăului din Austro-Ungaria | 1962                             |
| 763 120                | Orenstein & Koppel | 1624  | 1905              | Tip Grüneman BBt                                                          | 1962                             |
| 763 170                | Wiener Neustadt    | 4717  | 1908              | NÖLB „R1”                                                                 | 1962                             |
| 763 208                | Krauss München     | 4254  | 1900              | Nr. EE 9, utilizată inițial în exploatarea forestieră din Transilvania    | 1962, anterior la Comandău       |
| 763 237                | Jung               | 2085  | 1913              | Utilizată inițial în București pe ecartament de 750 mm                    | 1962                             |
| 764 204                | Maffei             | 2711  | 1907              | Utilizată inițial pe ecartament de 900 mm                                 | 1962, ulterior la Reghin, '69    |
| 764 226                | Henschel (posibil) | 14527 | 1916              | Tip Orenstein & Koppel, 4722/1914 (posibil)                               | 1962, ulterior la Comănești, '70 |
| 764 230                | Orenstein & Koppel | 4279  | 1910              | Adusă de la Ițcani                                                        | 1962                             |
| 764 330                | Orenstein & Koppel | 5096  | 1911              | Adusă de la exploatarea forestieră Mărășești                              | 1962                             |
| 764 429                | Reșița             | 1134  | 1954              | Adusă de la Întreprinderea Minieră Dobrogea                               | 1962, ulterior la Vișeu de Sus   |
| 764 456                | Reșița             | 381   | 1955              | Inițial locomotivă CFR                                                    | 1962, ulterior la Comănești, '81 |
| 764 468                | Reșița             | 1254  | 1953              | CFF                                                                       | 1962, ulterior la Comănești, '79 |
| 764 485                | Reșița             | 1440  | 1958              | CFF                                                                       | 1962, ulterior la Tismana, '73   |

### Decăderea și desființarea liniei
La sfârșitul anilor 1950 și începutul anilor 1960, sistemul de căi ferate forestiere care includea pe cel de funiculare a început să fie depășit din punct de vedere al rentabilității economice, de sistemul de drumuri forestiere, cu atât mai mult cu cât ultimul putea folosi atât activităților miniere (și în mod particular exploatăreii petrolului), cât și turismului. Deciziei politice luate în anul 1957 în favoarea drumurilor forestiere, i s-au adăugat problemele generate de standardele tehnice joase ale liniilor de funicular, de durata lor de viață redusă datorită folosirii pilonilor de lemn, precum și de inundațiile care distrugeau sistemele de transport. De asemenea, apariția unei noi rețele de unități de procesare a lemnului a impus rebalansarea expolatării masei lemnoase, iar apariția unui sistem integrat de exploatare și transport a determinat orientarea către modalități de exploatare specifice, adaptate cererii de moment a pieței. În plus, sistemele de căi ferate forestiere au devenit, mai ales acolo unde terenul era instabil și supus acțiunii negative a elementelor naturale, incapabile să asigure atât un volum semnificativ de masă lemnoasă atunci când era necesar, cât și raționalizarea acestuia atunci când situația o impunea.
În anul 1948 s-a început demontarea și transportarea utilajelor fabricii de cherestea de la Scutaru la Onești, iar la data de 1 septembrie a aceluiași an a intrat în funcțiune fabrica de cherestea de la Onești.
Urmând deschiderii unității de procesare a lemnului de la Focșani în 1960, funicularul Lepșa-Scutaru a fost în următorul an desființat. Cu toate acestea, Scutaru a beneficiat în continuare de faptul că era un punct de transfer situat la marginea pădurii, conectat cu sistemul rutier, punct de unde transportul auto putea livra materie primă fabricii de cherestea de la Onești.
În anii 1970 din cauza inundațiilor care au rupt podul peste râul Cașin la intrarea în Onești, porțiunea de cale ferată dintre Onești si Scutaru a fost desființată. În 1972 podul Ghioina, reconstruit în perioada 1936-1939, a cedat și el.[B]
La începutul anilor 1970 a debutat criza petrolului, cauzată de războiul arabo-israelian. Faptul că România devenise între timp importator de petrol datorită capacității supradimensionate de prelucrare a lui în industria petrochimică, a făcut ca să apară necesitatea economisirii combustibililor bazați pe hidrocarburi și implicit a determinat statul român, prin organizația națională Centrul exploatării lemnului (CEL) să păstreze funcționale liniile CFF rămase pe un termen nelimitat, deși erau mai scumpe de întreținut decât drumurile forestiere.
Resturi scurte și trunchiate de cale ferată au început astfel să deservească unități mici de procesare și puncte de schimb, cum s-a întâmplat și cu calea ferată forestieră Onești-Scutaru, sau la Oituz, Covasna, Râșca, Suceava și Tazlău, Neamț. În consecință, sistemul CFF de pe valea Cașinului s-a redezvoltat spre zona împădurită.
După 1980 când exploatările forestiere s-au restrâns considerabil, colonia Scutaru a început să decadă. Apogeul decăderii a fost atins în anii 1990, odată cu desființarea transportului local pe linia căii ferate forestiere, care mai rămăsese de la Scutaru spre pădure, în anul 1994, prin plecarea muncitorilor.
Compania Diana Forest a dobândit de la fosta Întreprindere Forestieră de Exploatare și Transport (I.F.E.T.) imobilele aferente fostei fabrici de cherestea, care la începutul anilor 2000 se aflau în paragină.

Tersamentul fostei căii ferate în 2020
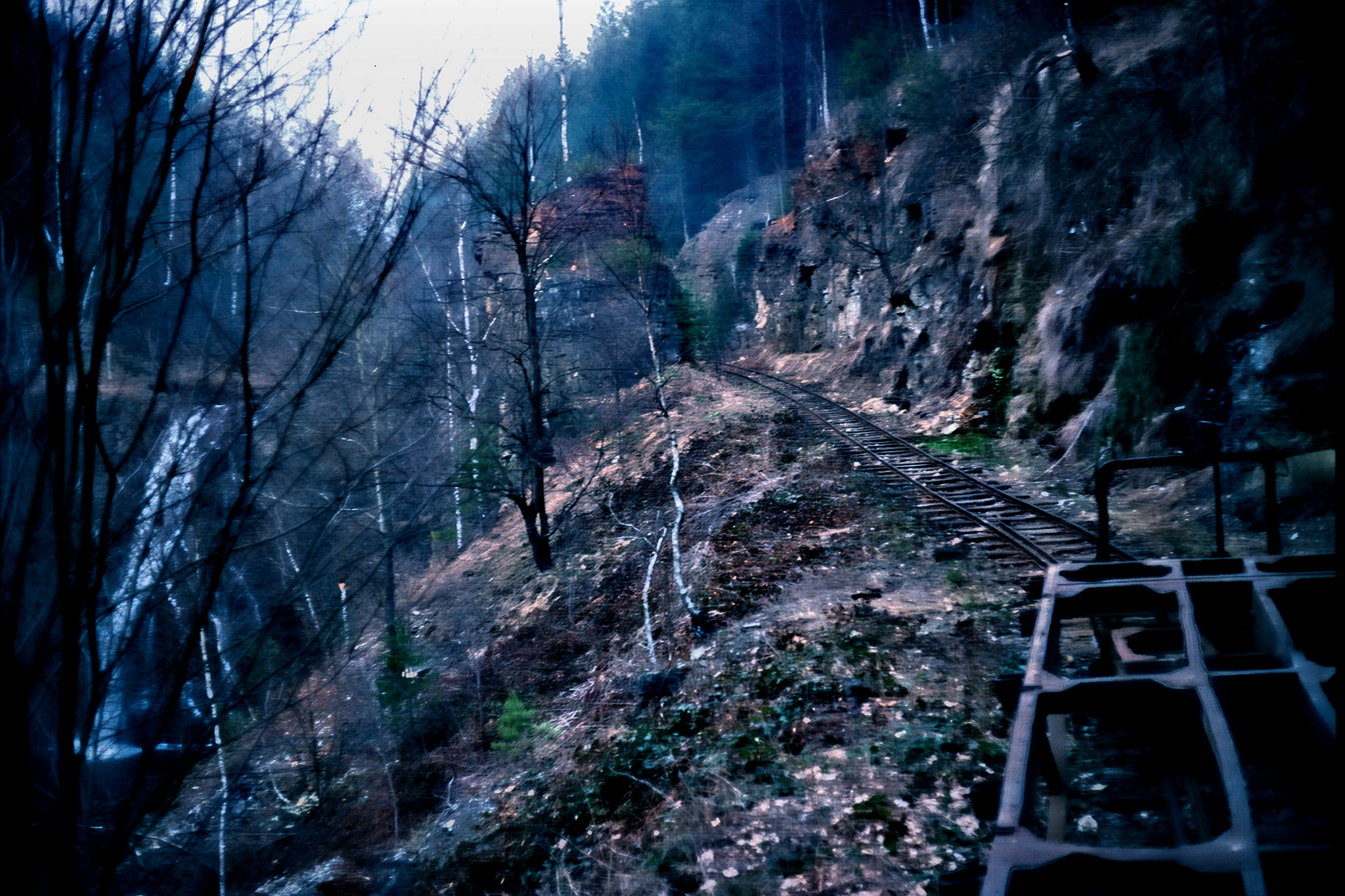
Imediat în aval de cascada Buciaș, în 1995
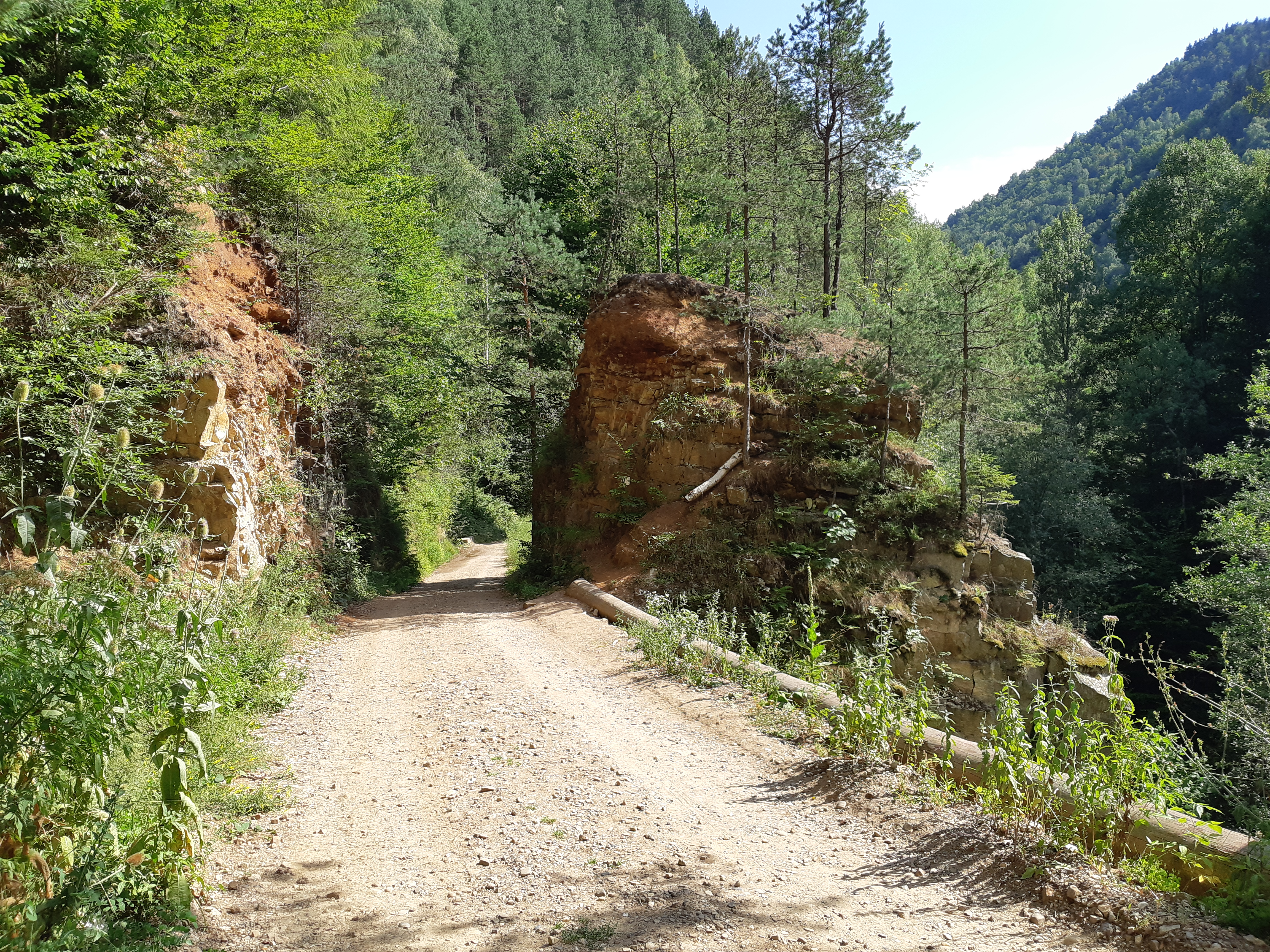
Imediat în amonte de cascada Buciaș, astăzi.
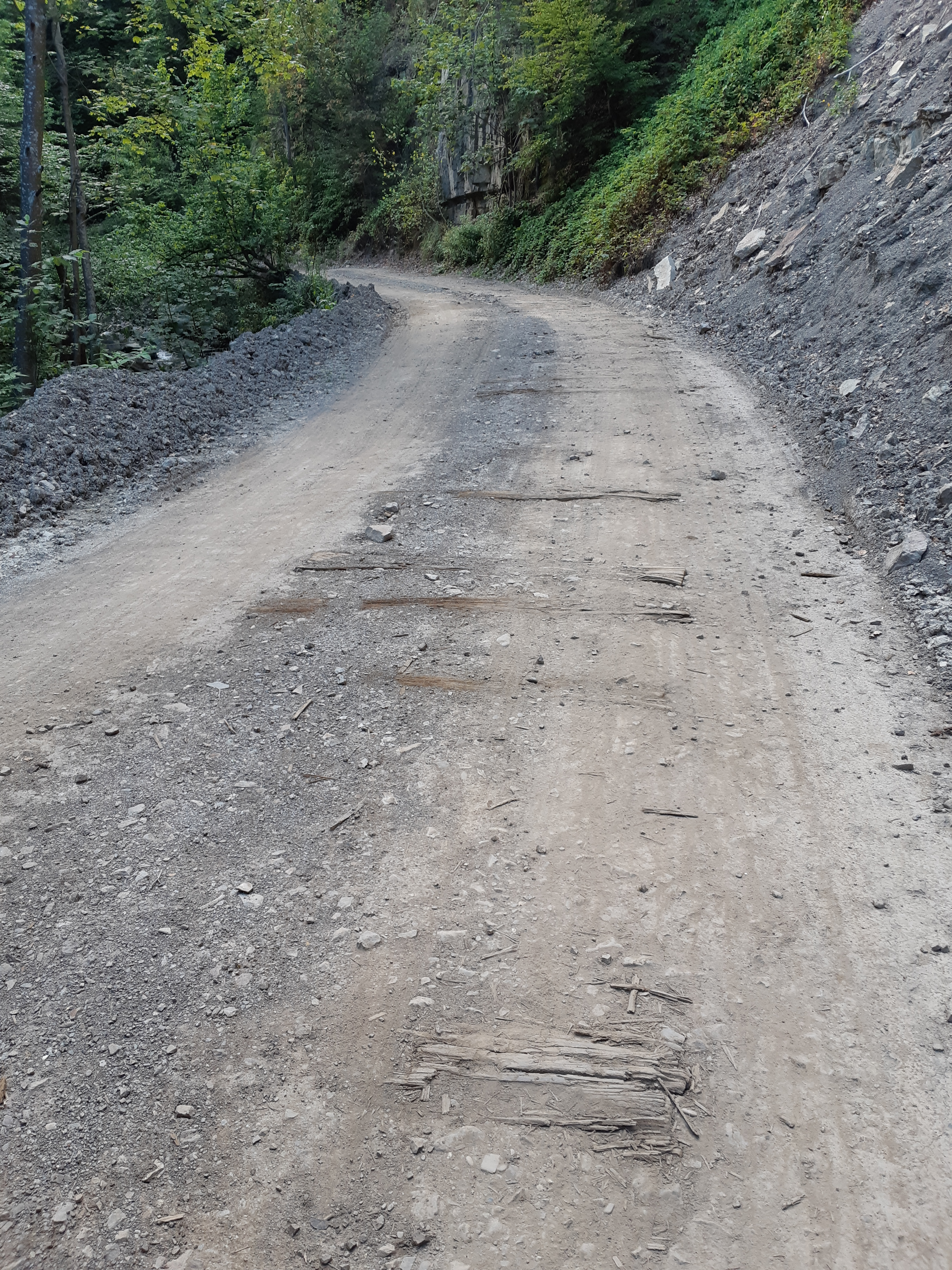
Resturi de traverse, pe valea Bucieșului
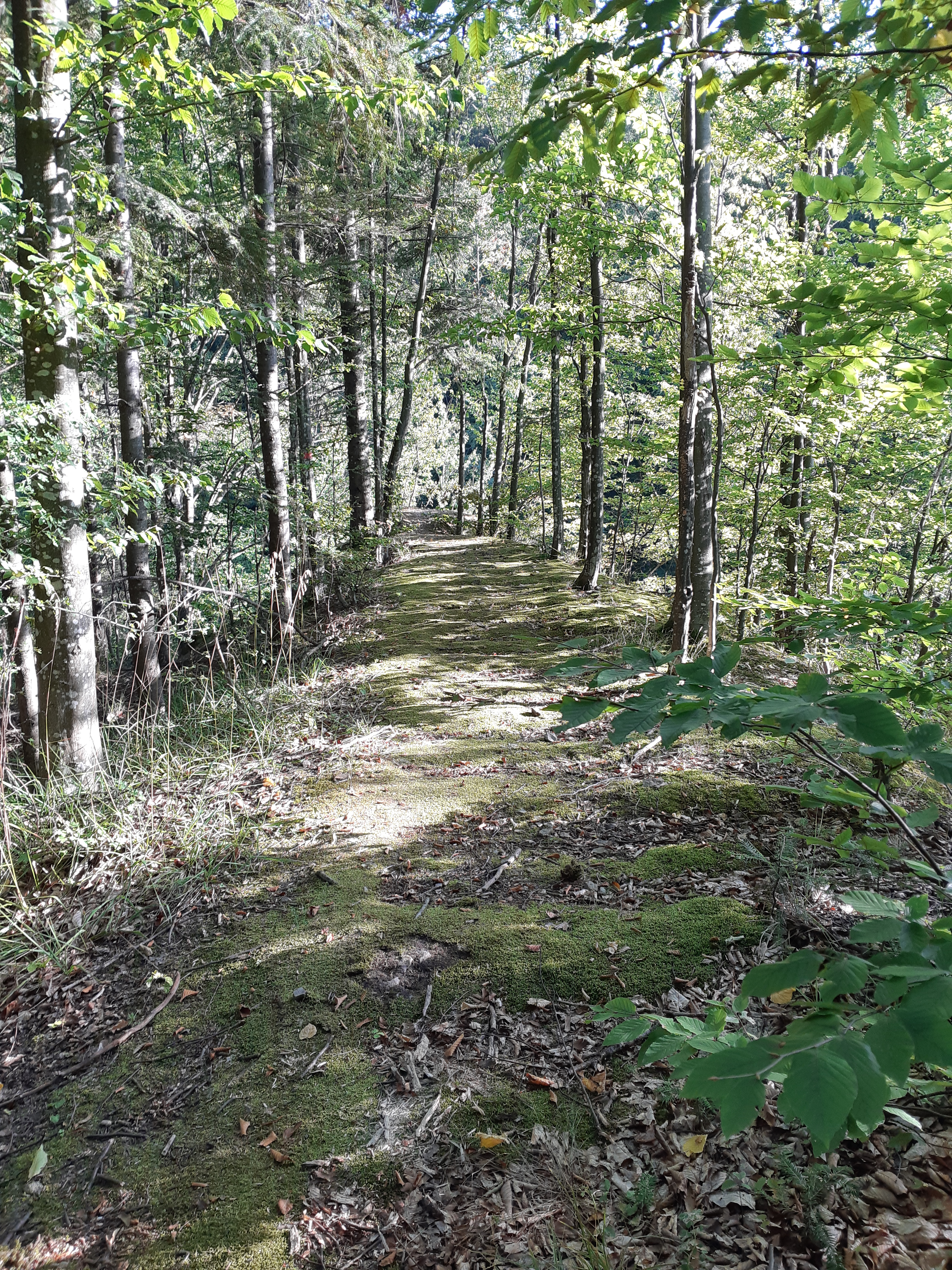
Rest de terasament, pe valea Cașinului
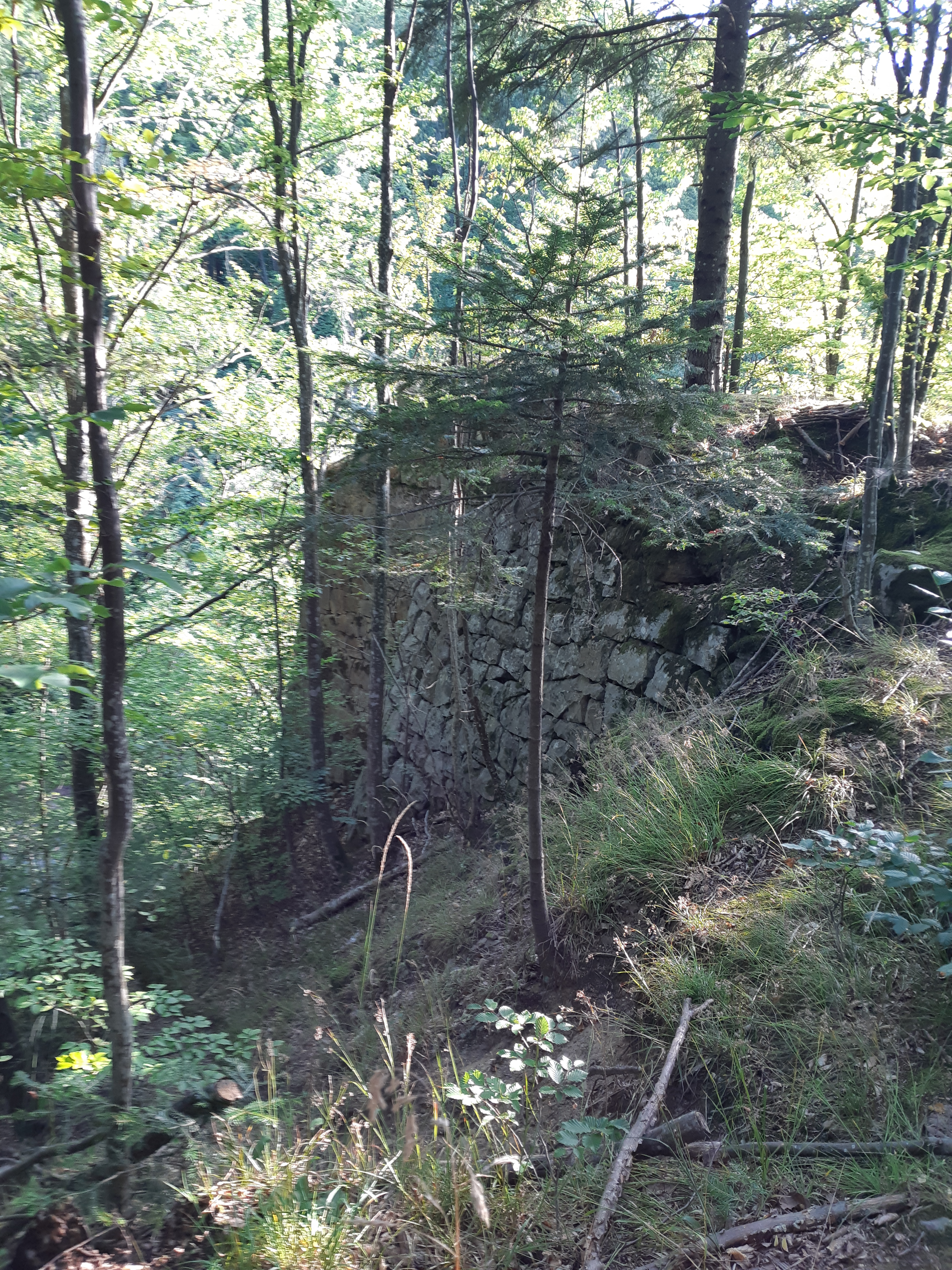
Rest de pod, pe valea Cașinului

### Accidente și incidente notabile
În anul 1920 clopotnița și școala domnească din incinta fostei mănăstiri Cașin, care au fost acoperite cu șindrilă în același an, au luat foc din cauza unei locomotive a Societății forestiere „Union”. Cu acest prilej au ars două turle de la biserică împreună cu catapeteasma ce era lucrată cu aur și întregul mobilier. După acest eveniment școala domnească nu a mai fost reparată niciodată.

## Apariții în literatură
În timpul Primului Război Mondial linia de cale ferată îngustă a asigurat servicii imense armatelor, înlesnind transportul militarilor, munițiilor și alimentelor.

În luna august a anului 1916, înainte  de  ziua  de  14  august,  pe  Valea  Trotușului  și-a  concentrat  forțele  Divizia 8 Infanterie, comandată de generalul de brigadă Ioan Pătrașcu, printre punctele stabilite aflându-se și fabrica „Union”, cu Regimentul 12 Artilerie cu trei baterii, Regimentul 17 Artilerie cu cinci baterii și ambulanța Diviziei 8 Infanterie.
| “                                                 | „Pe plutoane, cu arma la picior, așteptăm semnalul de plecare. La patru și jumătate, încolonați câte patru, pornim spre Înțărcătoare. Fără voia noastră, aruncăm o privire asupra fabricei Union, în jurul căreia de bine, de rău am trăit câteva săptămâni veseli și tineri! Nici urmă de bivuac. Cașinul își duce nestingherit și nepăsător apele repezi, la vale. Dumbrava din cortul lui, înremenită, pare un decor de teatru. Mergem spre graniță. Muntele Războiului străjuiește intrarea defileului, cu Măgura Cașinului. Îngusta cale ferată a societății forestiere urmărește șerpuind cursul apei, iar murmurul Cașinului neastâmpărat face cor cu neliniștea sufletelor noastre.” [...] | ” |
| — Ioan Missir, în romanul de război „Fata moartă” | |   |

| “ | [...] am pornit-o pe valea Cașinului de-a lungul liniei forestiere pînă aproape de graniță. Un peisaj măreț, cu stînci și munți împăduriți, pe unde nu se vedea nici urmă de om, deși știam că pe crestele munților și în păduri stăteau de pază soldații noștri. La întoarcere, ne-am întâlnit cu o drezină militară care urca în susul văii. Stînd în picioare, cu privirea ațintită înainte, un general grav, impunător ca înfățișare, deși mic de statură, trecea în inspecția văii, pentru a controla, desigur, forțele care stăteau de pază ca și lucrările de apărare pe care soldații noștri le făceau pe graniță. | ” |
| — Alexandru Daia, cercetaș participant în Primul Război Mondial, delegat al României la cea de A Treia Jamboree Internațională (1929)⁠(en)[traduceți] | |   |

## Galerie foto

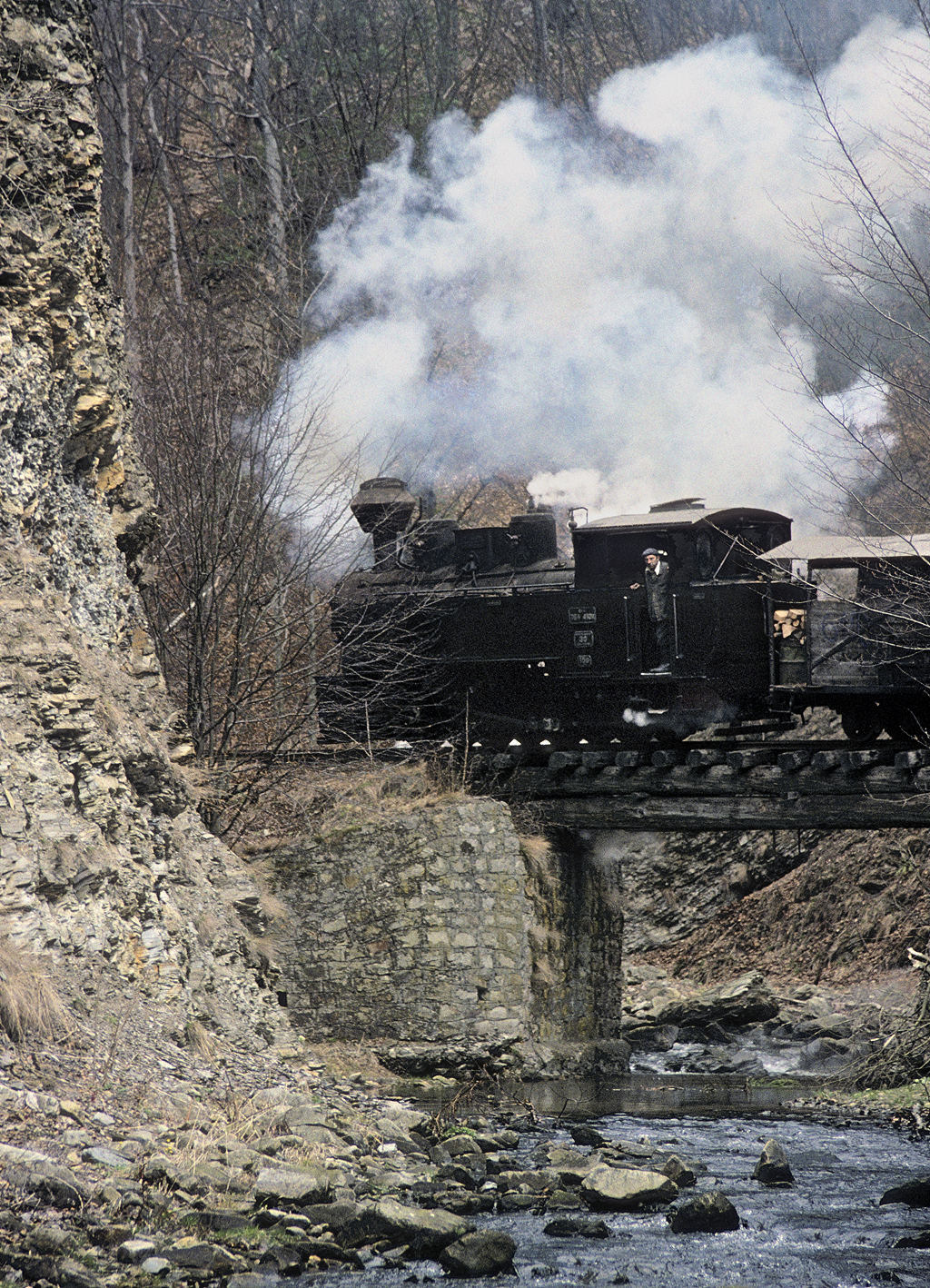
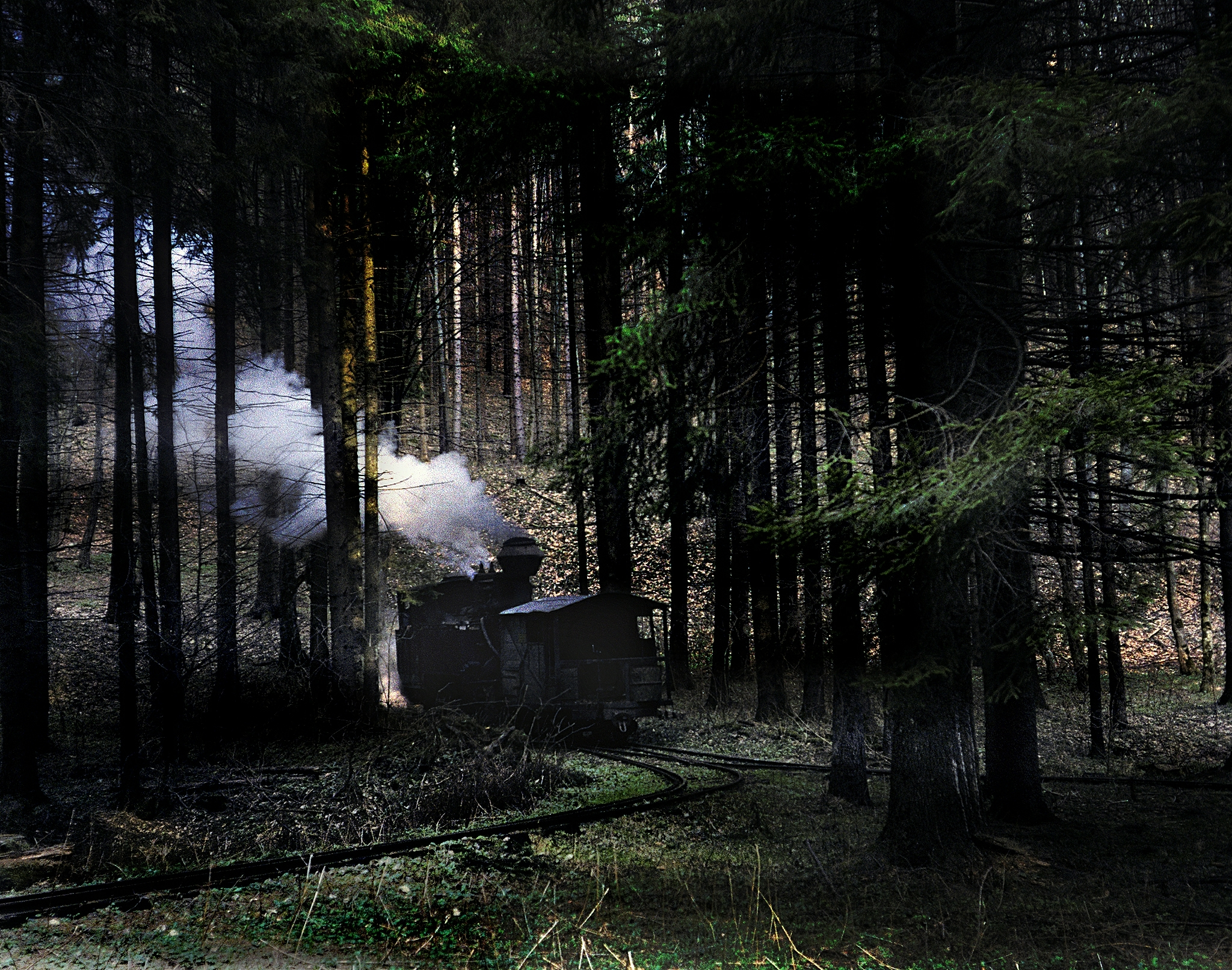
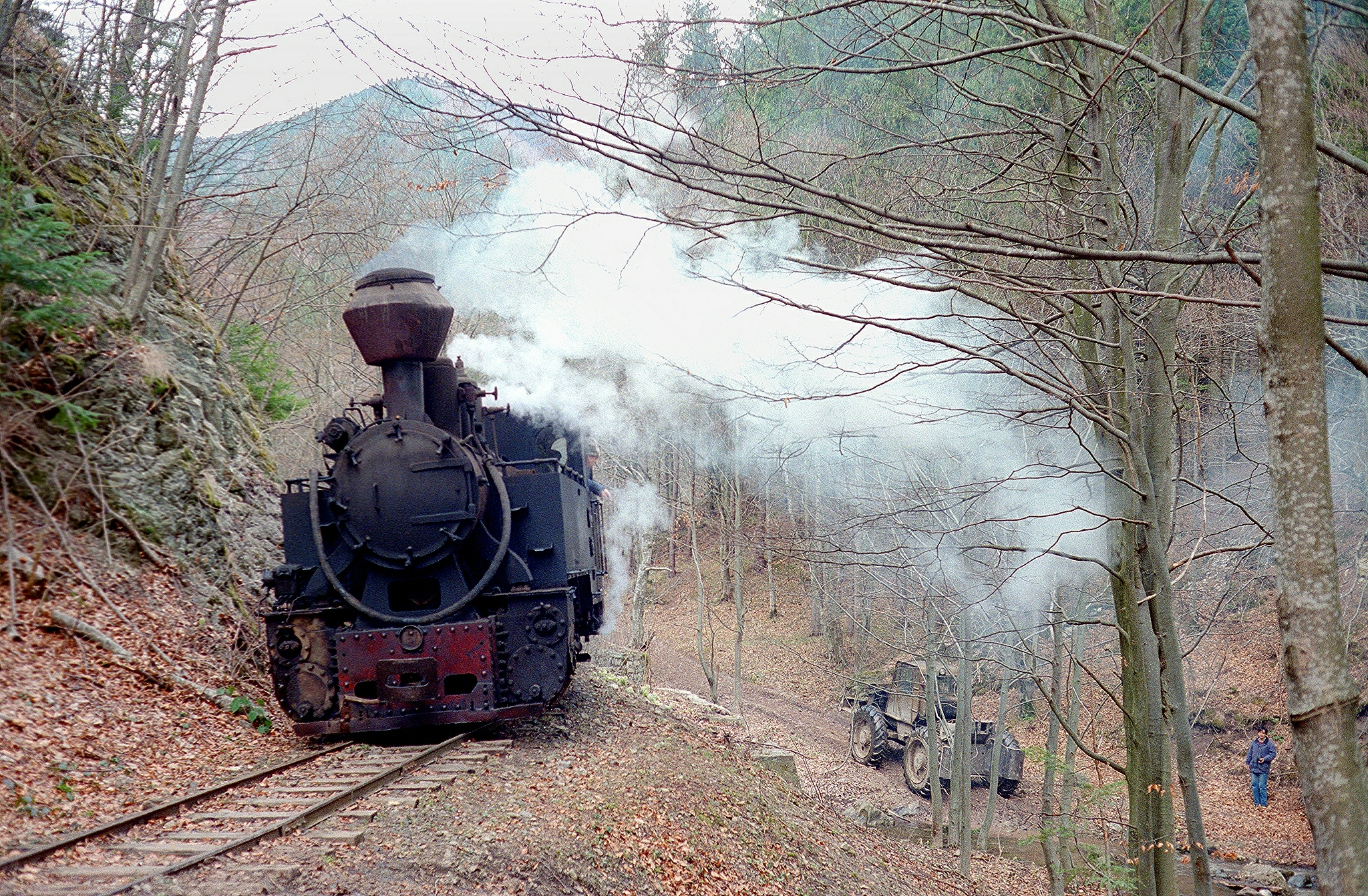
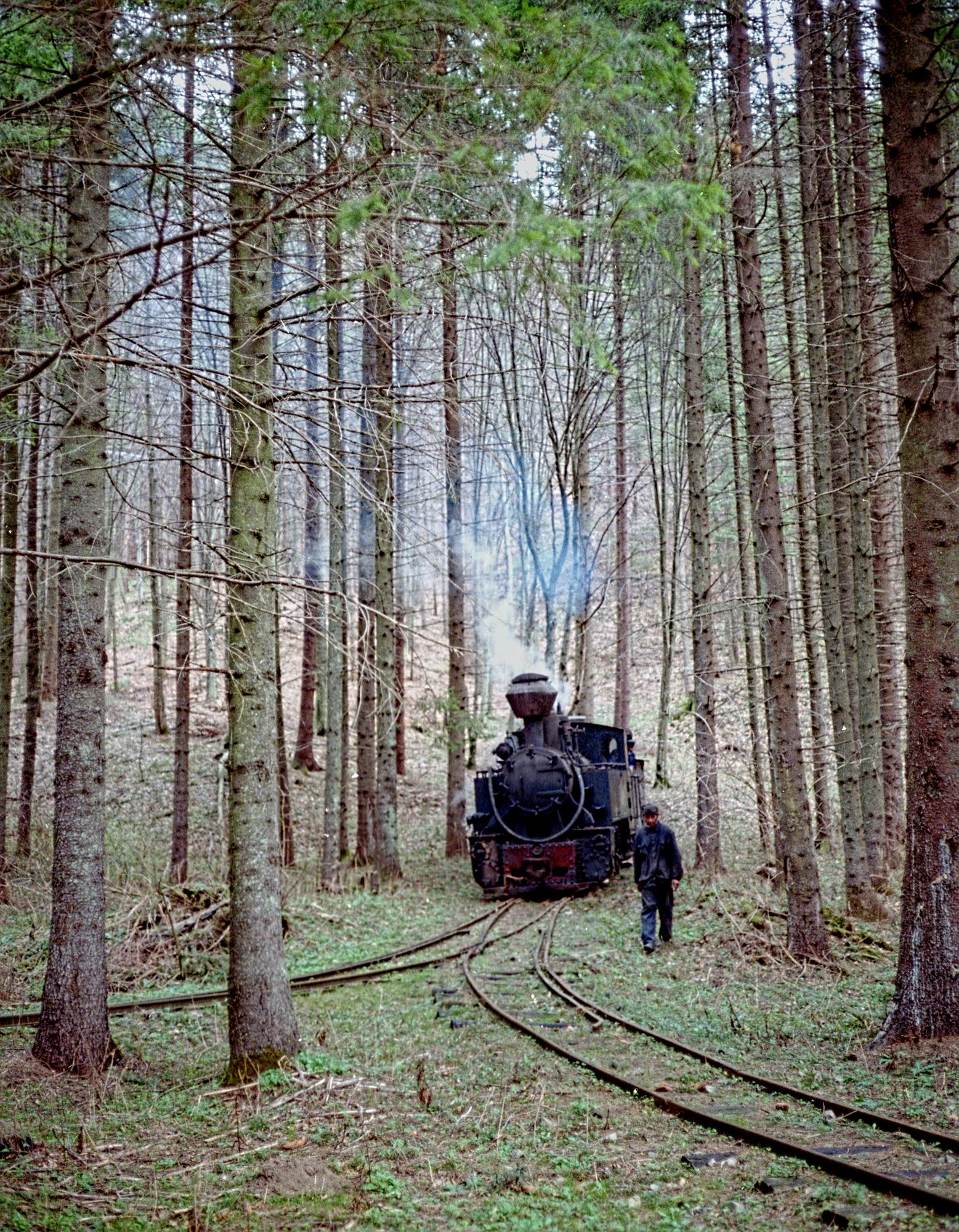
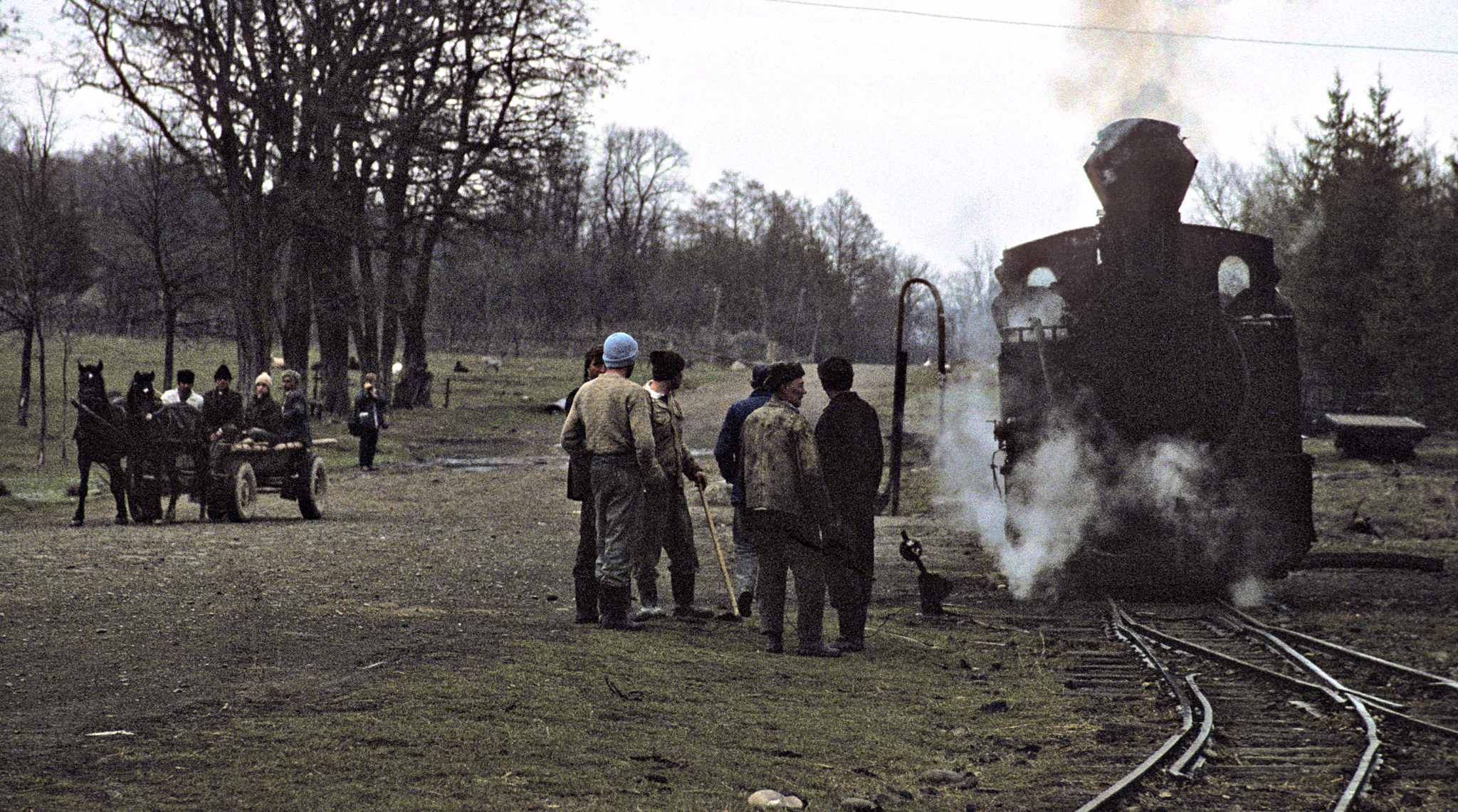
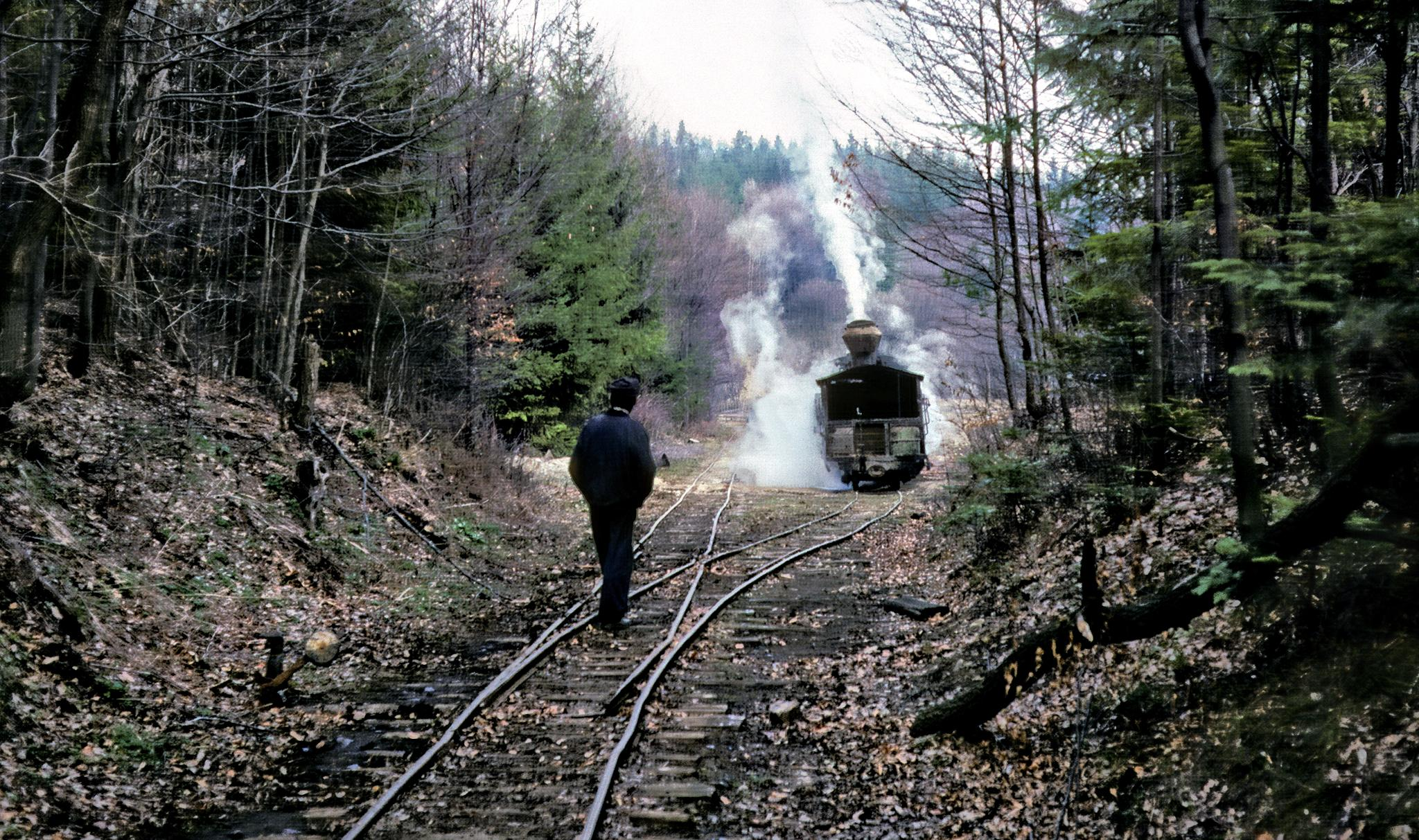
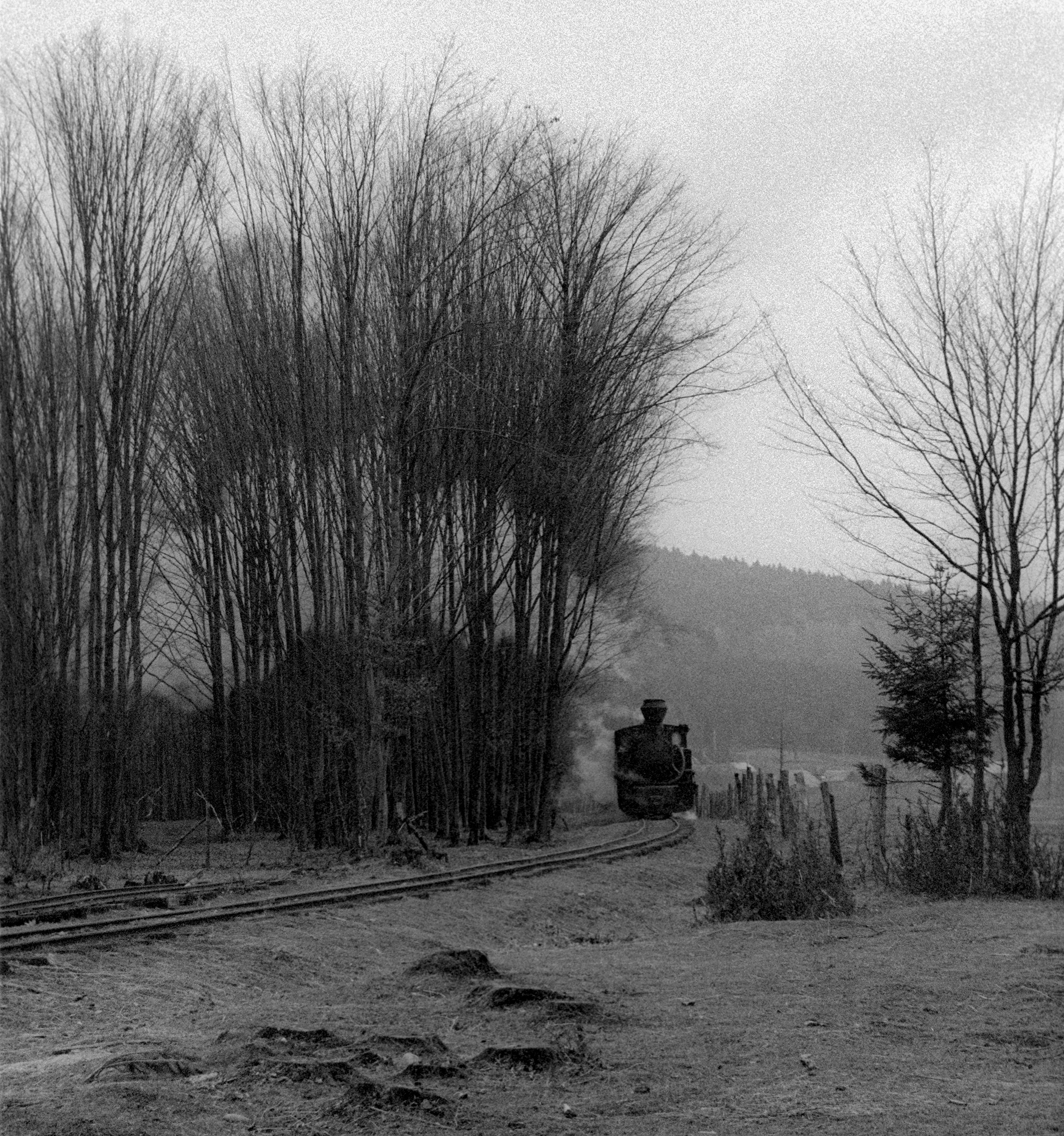
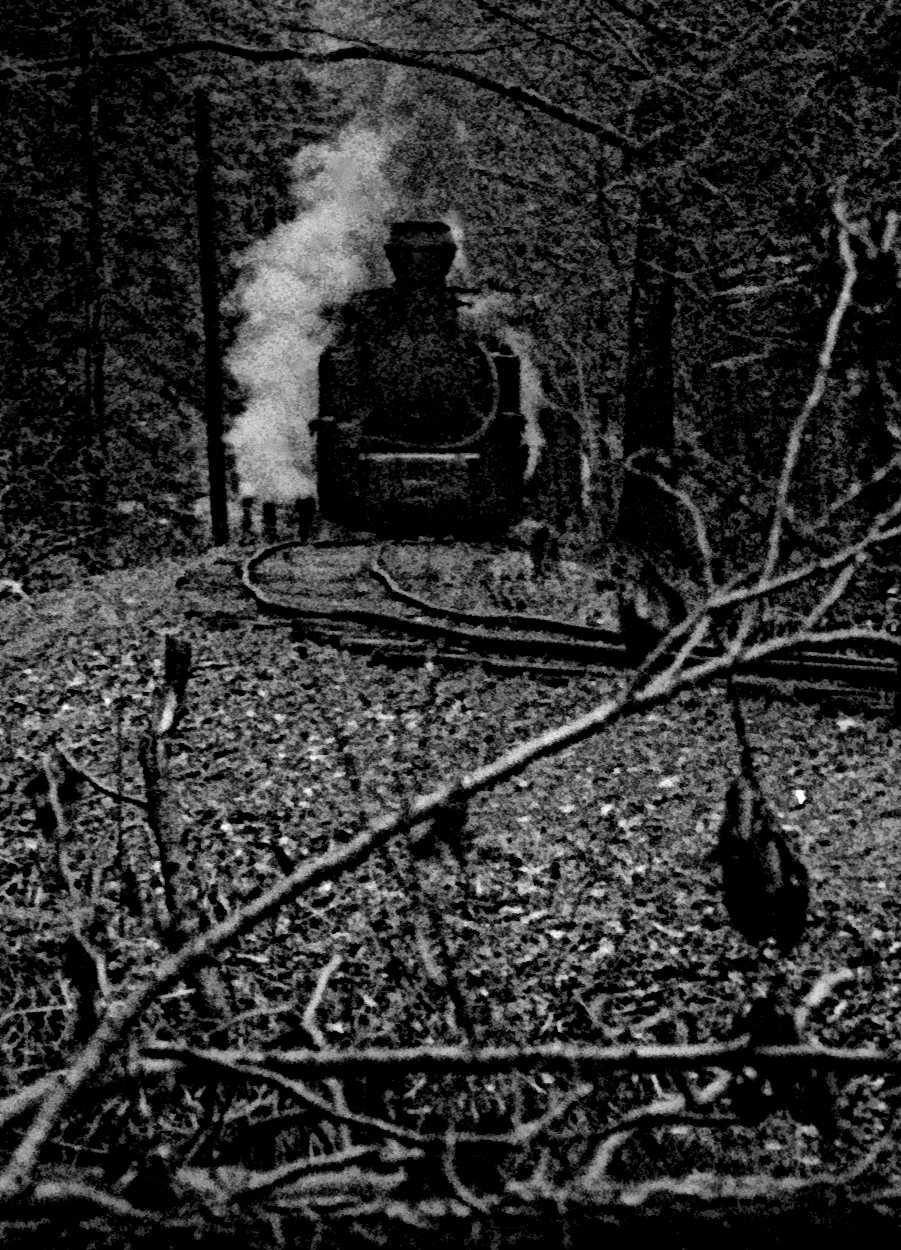
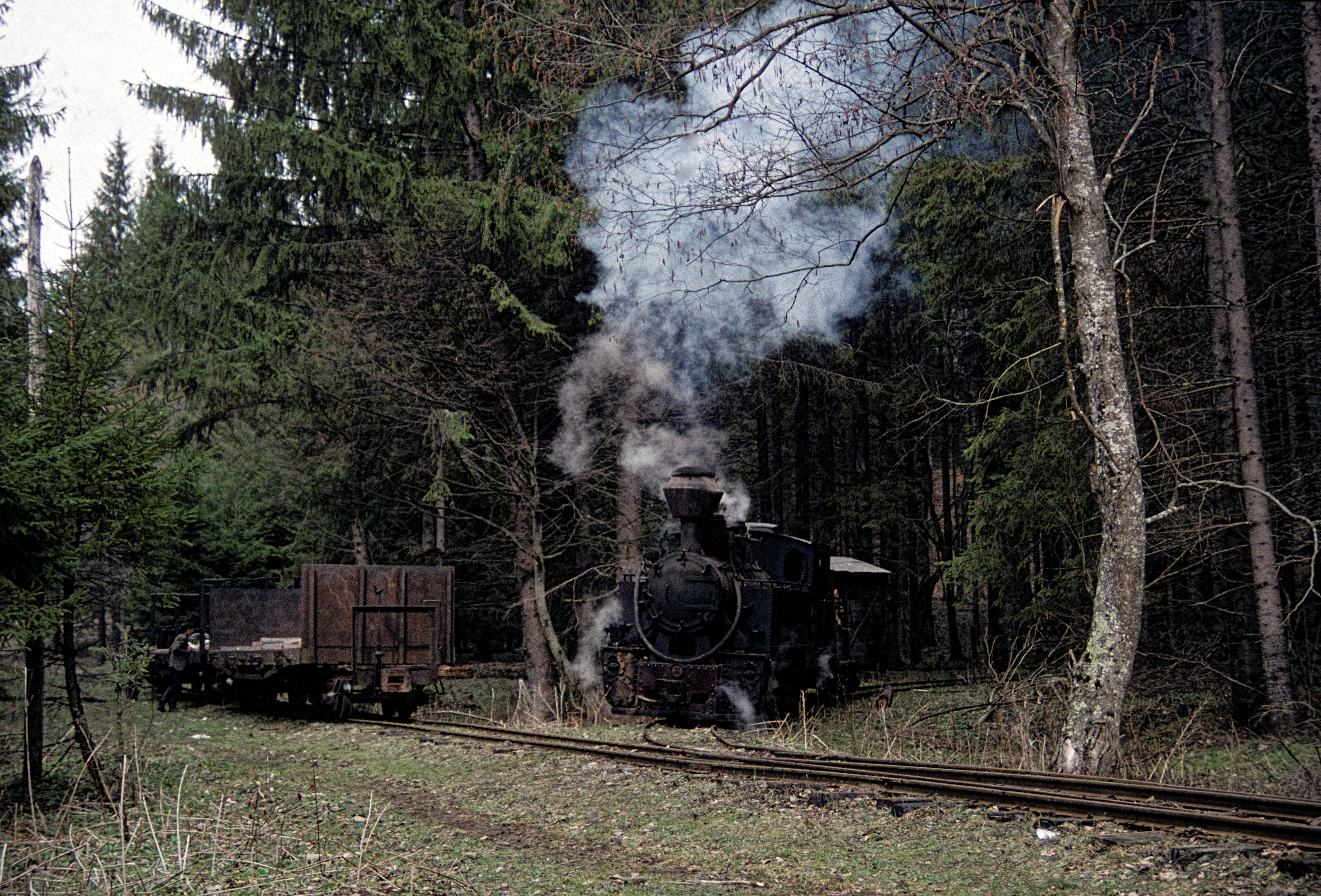
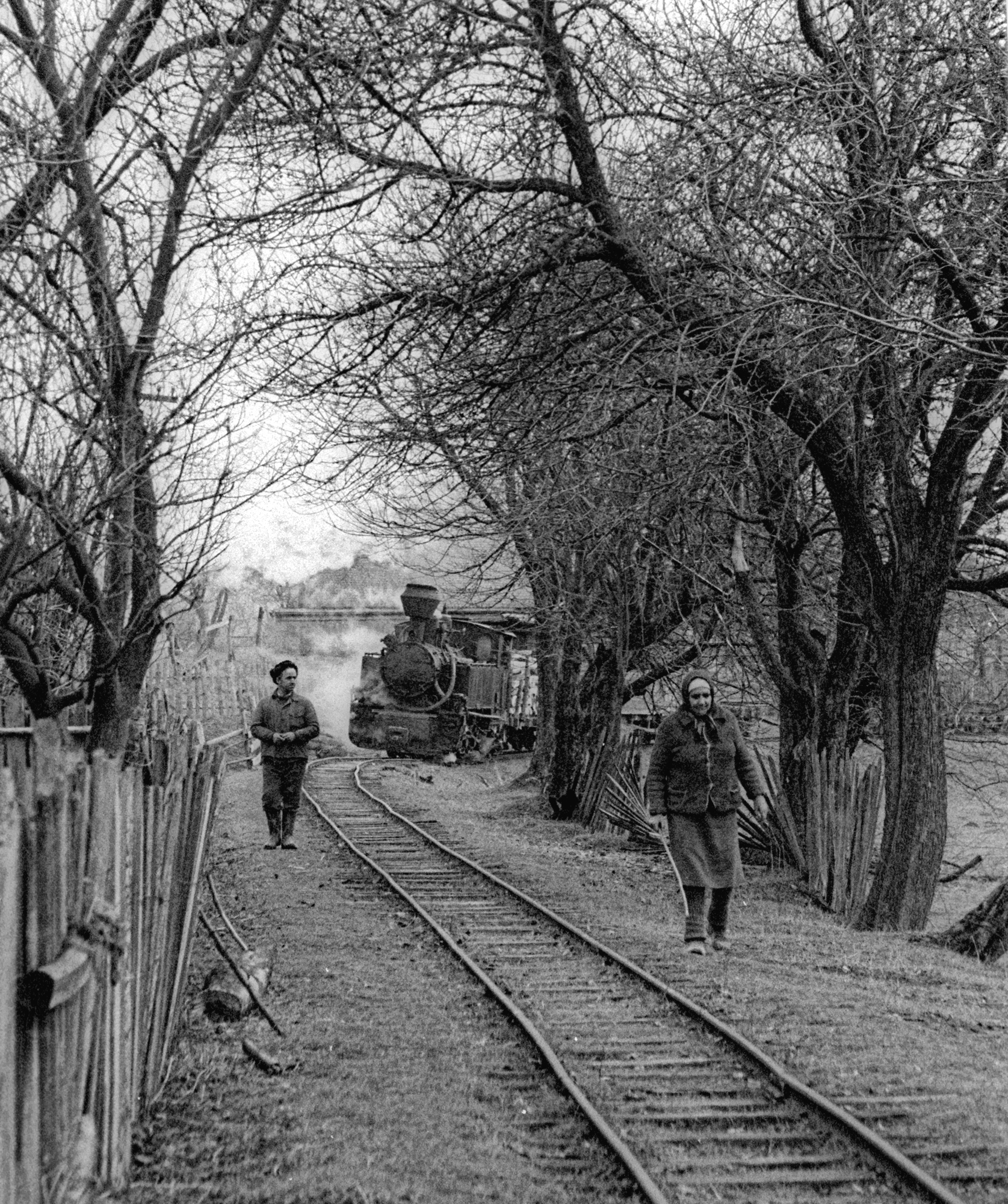
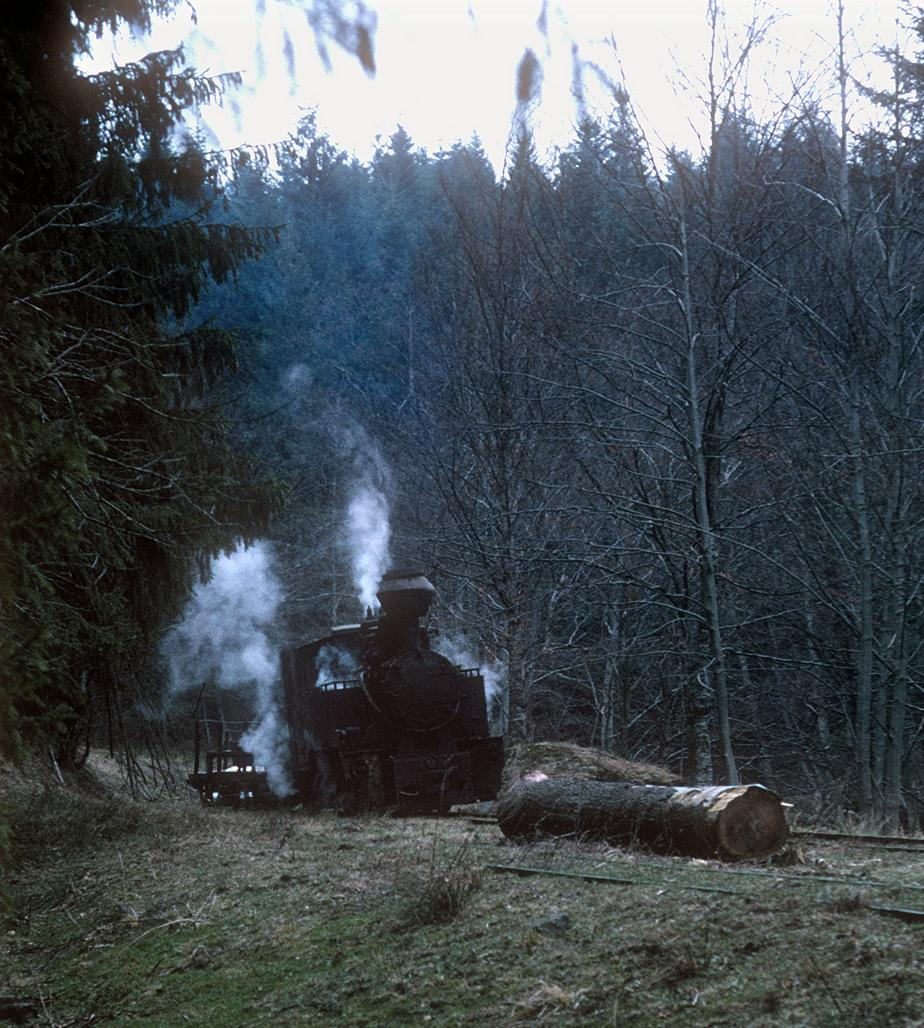